# Manifeste artistique

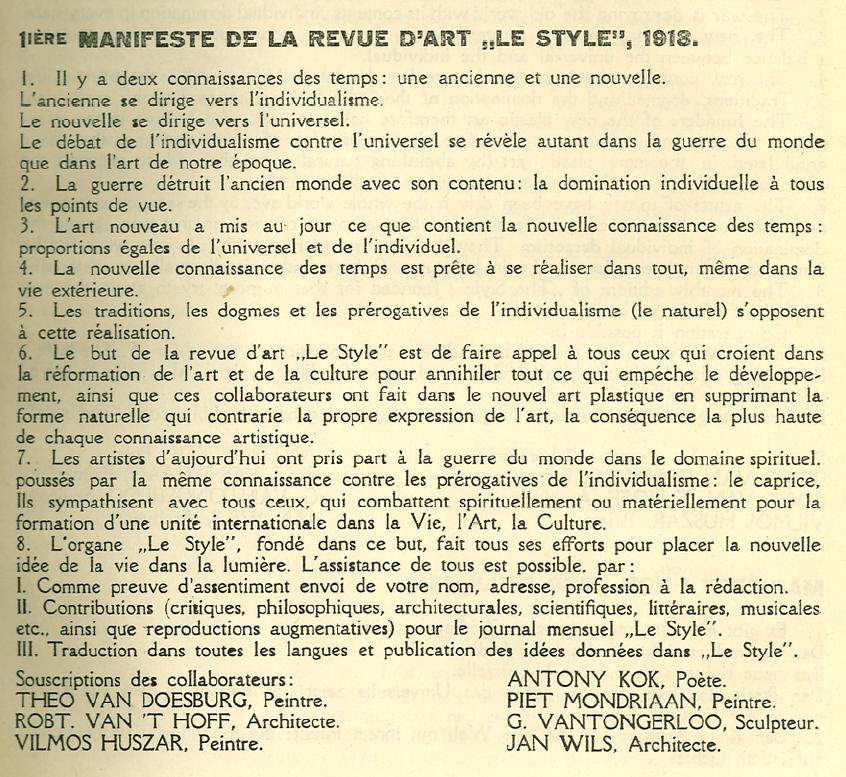
Première Manifeste de la Revue d'art Le Style, apparu en novembre 1918.

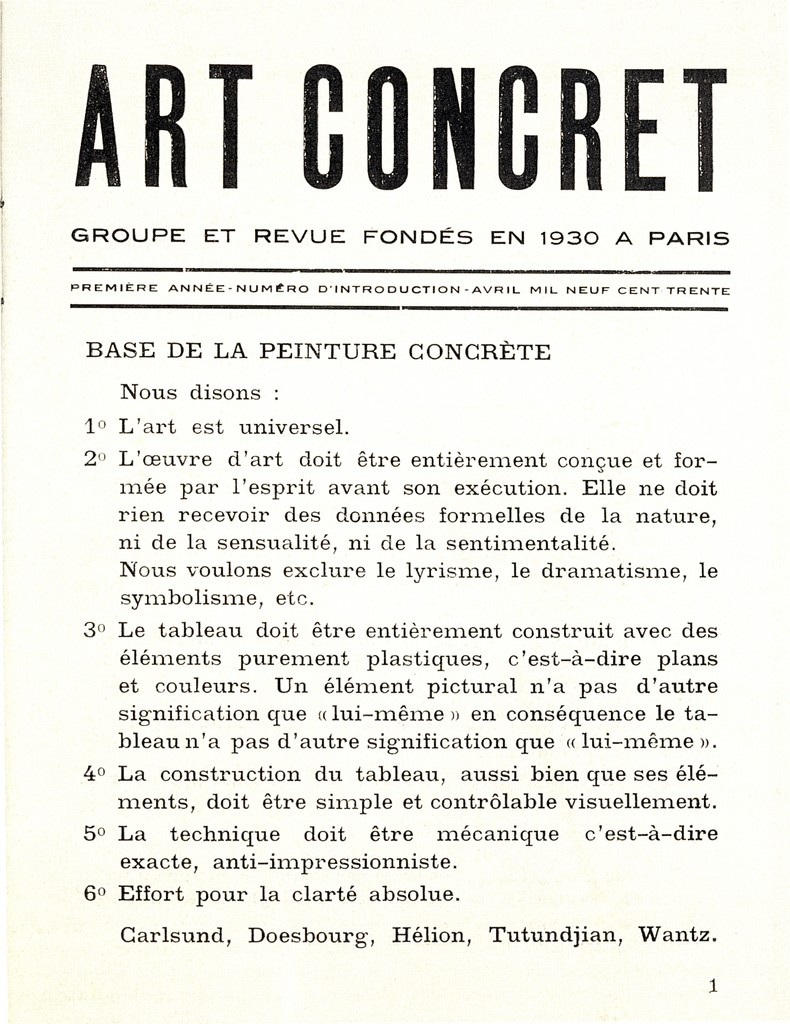
Manifeste de l'art concret, Paris, 1930.

Un manifeste artistique est une déclaration publique sur les intentions, motivations ou opinions d'un artiste ou d'un mouvement artistique.
Le manifeste artistique a deux grands objectifs :
- définir et critiquer le paradigme culturel et artistique de son époque ;
- définir un ensemble de valeurs esthétiques permettant de contrer le paradigme.

Le terme manifeste était avant le XXe siècle, exclusivement utilisé dans le domaine politique, même si :
- en 1855, Gustave Courbet rédige un Manifeste du Réalisme en introduction du catalogue d'une de ses expositions[2],[3] ;
- en 1886, Jean Moreas publie le Manifeste du symbolisme dans le supplément littéraire du Figaro[4].

Mais ce sont historiquement les futuristes, en 1909, qui vont vraiment diffuser de façon remarquée un manifeste avec une vision de l'art comme outil politique et à partir de cette époque on va retrouver chez la plupart des mouvements artistiques cette pratique de formaliser leurs intentions par la publication d'un manifeste fondant le mouvement.
Cet article va s'intéresser aux manifestes établis par des individus ou des groupes d'artistes de différents domaines (écrivains, cinéastes, peintres…) à partir du XXe siècle.

## Avant leXXesiècle
Dans le domaine littéraire, l'un des premiers textes à avoir été qualifié de « Manifeste » est la Défense et illustration de la langue française de Joachim Du Bellay. Qualificatif donné a posteriori, puisqu'il n'apparaît qu'en 1828, sous la plume de Sainte-Beuve. L'emploi de ce néologisme par Sainte-Beuve fait toutefois probablement écho à l'apparition récente du vocable dans le domaine esthétique, puisque quatre ans plus tôt était paru un Manifeste de la Muse française.
Avant le XXe siècle, comme dit en introduction de cet article, si la pratique du manifeste existe bien chez les artistes et les écrivains, le terme manifeste lui-même reste rare jusqu'à son emploi par Filippo Tommaso Marinetti pour ses Manifestes futuristes au début du XXe siècle (bien qu'il y ait eu, en 1886, le Manifeste du symbolisme de Jean Moreas), bientôt suivi par Tristan Tzara et les Manifestes DaDa.

## Jusqu'à 1945
Dans le domaine poétique, Jean Bouhier rédige Position poétique de l'école de Rochefort, en 1941.

## La contre-culture (1960-1975)
En 1963, Pour un nouveau roman, d'Alain Robbe-Grillet, à la valeur d'un manifeste a posteriori, le nouveau roman étant déjà apparu dans les années 1950.
En 1969, le Manifesto for Maintenance Art (Manifeste de l'art de la maintenance, ou de l'entretien), de Mierle Laderman Ukeles, artiste américaine. Elle y déclare projeter jusqu'à la conscience les tâches répétitives d'entretien, pour « écouter le bourdonnement de la vie quotidienne ». Elle pensait aux tâches ménagères, dans une perspective féministe, mais son application la plus connue fut réalisée dans un contexte municipal, avec les éboueurs de New-York.

## Autres manifestes contemporains
En 2013, la revue Ligature (numéro 3) a publié l'article critique intitulé Sphinx Blanc: nouveau mouvement artistique ? où figure le texte du 1er Manifeste du mouvement Sphinx Blanc, sa version poétique qu'on trouve aussi dans le livre d'artiste d'Anne Arc, Architectonique du Sphinx Blanc (collection LLA, 2012). La deuxième version de ce manifeste — signé par vingt artistes contemporains —, est parue dans le recueil Livre d'artiste ou œuvre d'arts graphiques (collection Symposium, 2020)  (ISBN 9791091274326).  

À l'occasion du deuxième salon Rebel Rebel, organisé en 2017 par le FRAC PACA à Marseille, l'artiste Seitoung publie les 52 Manifestes de l'art rebelle 100 % DIY. Un seconde édition, revue et augmentée à 66 manifestes, est publiée en 2019.